# Dansk Akustisk Selskab
Dansk Akustisk Selskab (forkortes DAS) har til formål at udbrede kendskabet til akustikken og dens praktiske anvendelse i Danmark samt at skabe kontakt mellem mennesker, der interesserer sig for akustik.
Selskabet holder fysisk til i København og blev grundlagt i 1955 af en gruppe ingeniører, der blandt andet bestod af Professor Dr. Tech. Fritz Ingerslev og Dr. Tech. Per V. Brüel. Siden er DAS vokset støt og består nu af over 300 medlemmer, hvoraf de fleste arbejder professionelt med akustik enten i det private erhvervsliv eller i offentlige institutioner. Selskabet støttes af en bred del af dansk industri og har på nuværende tidspunkt over 20 sponsorer.

## Aktiviteter
Dansk Akustisk Selskab samarbejder med tilsvarende organisationer i Skandinavien og Europa og er løbende vært og medarrangør af store internationale akustikkonferencer og seminarer. Senest ’Baltisk Nordisk Akustisk Konference’ (B-NAM) i Odense, 2012 samt Forum Acousticum 2011.
Derudover organiserer Dansk Akustisk Selskab en række møder for medlemmerne i løbet af året og er hvert år arrangør af ’Akustikkens Dag’, hvor førende praktikere og teoretikere holder oplæg om den nyeste innovation og viden indenfor akustik.
Selskabet har i den forbindelse flere gange sat akustikken på mediernes dagsorden og været en vigtig stemme i den offentlige debat. Blandt andet i forbindelse med den omdiskuterede akustik i DRs koncertsal.

## Faggrupper
Organisatorisk består selskabet af en bestyrelse og fem tekniske komiteer, der repræsenterer DAS’ faggrupper: Bygningsakustik, elektroakustik, miljøakustik, maskinakustik og psykoakustik. Komiteerne er sammensat af en bred skare af medlemmer, der sørger for, at der løbende er aktiviteter og udveksling af faglig viden indenfor det specifikke fagfelt.
Alle møder, seminarer og bestyrelsesaktiviteter i DAS er båret af frivillige kræfter.

## Eksterne links
- d-a-s.dk
- Baltisk Nordisk Akustisk Konference 2012 (B-NAM-12) Arkiveret 19. januar 2019 hos  Wayback Machine
- Forum Acousticum 2011